# Villa del Prado (Spanyolország)
Villa del Prado község Spanyolországban, Madrid tartományban. Villa del Prado San Martín de Valdeiglesias, Aldea del Fresno, Santa Cruz del Retamar és Almorox községekkel határos. Lakosainak száma 7437 fő (2024).

## Népesség
A település népessége az utóbbi években az alábbiak szerint változott:
| Lakosok száma | 4106 | 5079 | 5807 | 6368 | 6495 | 6506 | 6337 | 6520 | 7092 | 7437 |
|               | 2001 | 2004 | 2007 | 2009 | 2012 | 2014 | 2017 | 2019 | 2022 | 2024 |